# Гражданска дипломация
Гражданска дипломация е политическата концепция за ситуация, при която обикновени граждани се заемат да представляват страната или да защитават кауза, независимо дали спонтанно, от небрежност или по невнимание, или по предварително решение и проект.
Гражданската дипломация може да се появи, когато официалните канали не са надеждни или желани. Например когато 2 страни формално взаимно не признават съответните чужди правителства, гражданската дипломация може да е идеално средство за държавна политика.
В този смисъл гражданската дипломация не е необходимо да представлява преки преговори между 2 страни, но може да приеме формата на научна обмяна, културна обмяна, международни атлетически събития.
|  | Тази страница частично или изцяло представлява превод на страницата Citizen diplomacy в Уикипедия на английски. Оригиналният текст, както и този превод, са защитени от Лиценза „Криейтив Комънс – Признание – Споделяне на споделеното“, а за съдържание, създадено преди юни 2009 година – от Лиценза за свободна документация на ГНУ. Прегледайте историята на редакциите на оригиналната страница, както и на преводната страница, за да видите списъка на съавторите. ВАЖНО: Този шаблон се отнася единствено до авторските права върху съдържанието на статията. Добавянето му не отменя изискването да се посочват конкретни източници на твърденията, които да бъдат благонадеждни. |